# Реактивно-турбінне буріння
Реактивно-турбінне буріння (рос. бурение реактивно-турбинное, англ. reactive turbodrilling; нім. Reaktions-Turbinenmethode, Reaktionsbohrmethode) — метод спорудження вертикальних стволів чи свердловин великого діаметра (до 5 м) кількома турбобурами, з'єднаними в один агрегат з долотами, що здійснюють планетарний рух, перекриваючи всю площу вибою. Застосовується при спорудженні вертикальних стовбурів шахт, вентиляційних стовбурів, проходженні початкових ділянок надглибоких свердловин і у всіх випадках, коли потрібне створення вертикальних стовбурів великих діаметрів. Вважається найефективнішим способом буріння свердловин великого діаметра.